# Оскар Геннріх
Оскар Геннріх (нім. Oskar Hennrich) — німецький льотчик-ас, віцефельдфебель Прусської армії. Кавалер золотого хреста «За військові заслуги».

## Біографія
Оскар Геннріх почав свою повітряну кар'єру як спостерігач у 2-й бомбардувальній ескадрі, де служив з 20 квітня 1916 по 20 лютого 1917 року. Приступив до підготовки на пілота 10 жовтня 1917 року у складі 273-го льотного дивізіону, закінчив її з переходом 6 травня 1918 року в 46-ту винищувальну ескадрилью і незабаром став її найрезультативнішим льотчиком. Літав на літаку Fokker D.VII з намальованою літерою «Н» на фюзеляжі. Всього за час бойових дій здобув 21 перемогу, серед яких 13 аеростатів.

## Нагороди
- Залізний хрест 2-го і 1-го класу
- Нагрудний знак військового пілота (Пруссія)
- Золотий хрест «За військові заслуги» (3 листопада 1918)